# Església de Santa Maria Magdalena de l'Olleria
L' església de Santa Maria Magdalena de l'Olleria és una església parroquial a l'est del nucli antic del municipi de l'Olleria (Vall d'Albaida). Es tracta d'un edifici religiós construït en el segle xvi en estil barroc, si bé amb obres corresponents als segles XVII i XVIII. Aquest municipi va ser en origen una alqueria, segons apareix en el Llibre del Repartiment, pertanyent al municipi de Xàtiva fins al segle xvi. El poble va obtenir el títol de vila el 1583, i el de reial per Felip II el 1588. Es desconeix la data de la construcció, probablement després de la guerra de les Germanies, entre el 1516 i 1566, ja que en aquest any apareix nomenada en les visites pastorals.
´Es una església d'una sola nau amb capçalera poligonal i capelles entre contraforts. Presenta quatre trams coberts amb volta de creueria, mentre que la capçalera es cobreix amb una volta estavellada.
La capella de la Comunió, en el costat de l'epístola, té accés des de la segona crugia, i presenta una cúpula. Tant aquesta capella com la sagristia i el reresagrari són d'una època posterior, realitzats entre els segles xvii i XVIII, ja que presenten una fàbrica diferent. A l'interior va sofrir una renovació al segle xviii, probablement el terratrèmol del 1748 va afectar la volta de l'església i va anar llavors quan es van realitzar reformes al gust de l'època. Per això presenta una sèrie d'estucs i pintures barroques.
A l'exterior destaca la façana i la torre, ambdues rematades per un emmerletat decoratiu. La portada, a manera d'arc triomfal doble presenta en els flancs semi-columnes entre les quals es disposen veneres. Es combinen en la portada els tres ordres arquitectònics, toscà en les pilastres, jònic en la columna central entre els arcs d'entrada i corinti en les columnes laterals. En la part superior se situa el relleu de Santa Maria Magdalena recolzada. La portada presenta un ric tractament decoratiu a força de mascarons, putti i harpies.
Hi ha altra portada lateral, anomenada "Els Grisons", de menor grandària a la qual s'accedeix per una escalinata. La torre es troba a la dreta de la façana, té quatre cossos sent l'últim el de campanes.
La fàbrica del conjunt és de maçoneria presa amb argamassa i carreus de pedra calcària en els cantons i els contraforts.